# مختار خطاب
مختار خطاب وزير مصري سابق في قطاع الأعمال العام خلال الفترة (1999-2004). ولد في محافظة الشرقية.

## مؤهلاته
- شهادة الدكتورة من جامعة جرينوبل.
- شهادة الماجستير من جامعة جرينوبل.
- شهادة البكالريوس من جامعة عين شمس.